# Gabriele Rohde
Gabriele Rohde (7 septembre 1904 - 5 avril 1946) est une ancienne fonctionnaire danoise de la Société des Nations dans les années 1930 et, pendant la Seconde Guerre mondiale, membre du Conseil danois (Det danske Råd) à Londres. Elle apporte son soutien, en particulier aux marins danois, en créant un club de marins à Newcastle. En 1943, Rohde part au Canada et aux États-Unis où elle devient conseillère d'Henrik Kauffmann, l'ambassadeur du Danemark à Washington. Elle l'aide en particulier lors de la conférence de l'Administration des Nations Unies pour le secours et la reconstruction (UNRRA) qui se tient à Atlantic City en novembre,. Peu de temps après son retour au Danemark à la fin de la guerre, elle meurt dans un tragique accident.

## Biographie
Née à Copenhague le 7 septembre 1904, Gabriele Rohde est la fille du peintre Johan Gudmann Rohde (1856–1935) et d'Asa Zøylner (1874–1960). En mai 1945, elle épouse le membre de la résistance Gunnar Flemming Juncker (1904–2002).
Élevée dans un milieu culturel à Copenhague, elle a deux jeunes frères, Henning, devenu directeur de théâtre, et Hermann, historien de l'art. Enfant, elle passe de longues périodes avec sa famille de marins sur l'île de Fanø. Après avoir obtenu son diplôme de l'école N. Zahle en 1923, elle étudie les langues et les statistiques. Elle termine ses études à Paris où elle étudie l'industrie de l'art et de la mode.
Après quelques années de cours en Finlande et au Danemark, elle passe un an à entreprendre des enquêtes statistiques pour l'Institut national danois du sérum. Grâce à sa formation et à son expérience, elle est ensuite invitée à devenir fonctionnaire de la Société des Nations à Genève où elle travaille d'abord pour le comité de santé puis pour le département des finances où elle gère la caisse de retraite. 
En 1940, craignant que l'Allemagne n'occupe la Suisse, Rohde fuit la France occupée vers l'Angleterre où elle cherche à aider la communauté maritime danoise tout en continuant à soutenir les intérêts de la Société des Nations. Fervente partisane de la nécessité d'un mouvement danois libre en Grande-Bretagne, lorsque le Conseil danois est fondé en septembre 1940, elle est nommée membre du comité des réunions et des finances, établissant des contacts fructueux avec des responsables britanniques et danois influents. Parmi eux figuraient le directeur du Conseil, Ferdinand Michael Krøyer Kielberg et Børge Møller, responsable de l'organisation des gens de mer danois (De Sammensluttede Danske Sømandsorganisationer) à Newcastle. Rohde est particulièrement active à Newcastle où elle participe à l'organisation des activités du centre danois qui offre une gamme de services aux marins danois,.
En 1942, au nom du Conseil danois, Rohde rencontre l'ambassadeur danois Henrik Kauffmann à Washington. En conséquence, en 1943, elle passe six mois au Canada et aux États-Unis où elle aide Kauffmann à préparer la réunion de l'UNRRA à Atlantic City, en rendant compte des discussions dans un long article paru dans le magazine du Conseil danois Frit Danmark.
Alors qu'elle est encore à Londres en 1944, elle rencontre Flemming Juncker qui est attaché au Special Operations Executive en tant que responsable des parachutistes danois. Le couple se marie en mai 1945 et a une fille Asa Margrethe le 14 novembre.
Moins de six mois plus tard, Gabriele Rohde tombe à travers un trou au premier étage du domaine de Juncker Overgård sur le fjord Mariager dans le Jutland, se brisant la nuque sur le sol de pierre en dessous. Malgré un traitement hospitalier à Aarhus, elle meurt le 5 avril 1946 d'une pneumonie.